# Jörg Stuttmann
Jörg Stuttmann (* 22. März 1959 in Augsburg) ist ein deutscher Schauspieler, Synchronsprecher, Kommentarsprecher und Künstler.   Seit 2022 betreibt er den YouTube-Kanal Augsburg-Geschichten von Jörg Stuttmann, auf dem er Inhalte aus seinem stadtgeschichtlichen Archiv präsentiert.

## Leben
Stuttmann schloss 1979 seine Ausbildung an der Neuen Münchner Schauspielschule ab und arbeitete von 1980 bis 1985 als Stabpuppenspieler bei Erna D. Kroher und Peter Maubach an der Übertreppenhausbühne. Ab 1982 erhielt er ein Engagement beim Münchner Spatzentheater und seit 1983 hält er Ausstellungen als bildender Künstler, u. a. in Augsburg, München, Basel oder Sydney; im gleichen Zeitraum war er als Bühnenbildassistenz bei der Münchner Schauspielbühne beschäftigt. Neben dieser Tätigkeit arbeitet er auch als Buchillustrator und entwickelte darunter die Illustrationen für Sagenhaftes Augsburg, erstellt seit 1985 kalligraphische Arbeiten und war als kalligraphierender Stadtschreiber bei der 2000-Jahr-Feier der Stadt Augsburg dabei. Danach begannen erste Rundfunkarbeiten als Kulturredakteur bei Radio Kö in Augsburg, er erstellte auch Beiträge für Klassik Radio und SFB. Seit 1987 sendete er auch Beiträge zur Augsburger Stadtgeschichte und begann den Aufbau eines umfangreichen Stadtarchivs, das er schlicht Privatarchiv Stuttmann nennt. Ab 1990 war er auch auf der Bühne der Augsburger Puppenkiste als Flieger in Der kleine Prinz zu hören, nebenbei verkörperte er Figuren für Theater- und Fernsehproduktionen.
Seit 1991 arbeitet Stuttmann als Synchronsprecher, seine erste größere Synchronrolle war die des Trini DeSoto in Miami Vice. Durch den damaligen Aufnahmeleiter der Film- & Fernseh-Synchron in München wurde Stuttmann zu einem Casting für die Zeichentrickserie SimsalaGrimm eingeladen und erhielt die Rolle des Privatgelehrten Doc Croc. Ein weiterer Erfolg für ihn war direkt danach die Rolle des Eric Cartman in der Animationsserie South Park, die er bis heute synchronisiert.
Seit 1995 hält Stuttmann auch Lesungen und liest u. a. aus Werken von Roth, Kästner, Tucholsky, Schiller oder Goethe; die Ur-Großeltern von Goethe sind sogar direkte Vorfahren von Stuttmann. Durch seine Arbeiten bei Radio Kö veröffentlichte er ab 1997 selbst erdachte und eingesprochene Gute-Nacht-Geschichten, es entstanden über 700 Folgen. 1999 veröffentlichte er die CD/MC Die Sache mit dem verschwundenen Nacktschneckenmobil aus der Reihe Clothilde Maus & Freunde zugunsten krebskranker Kinder, die er illustrierte, einsprach und entwarf. 2006 war er an der redaktionellen Mitarbeit einer Multi-Media-Präsentation des Augsburger Maximilianmuseum als deren Sprecher für Lebendes Buch beteiligt. Seine ersten Hörbücher vertonte er für den Gabal Verlag, darunter 2010 Mission: Profit von Thomas Burzler oder 2014 Souverän freie Reden halten: Die Power der Memo-Rhetorik von Oliver Geisselhart.
In einem Gespräch mit Stuttmann in Augsburg im Rahmen der Literaturreihe Spätlese erzählte die Schlagersängerin Marianne Rosenberg im November 2006 erstmals selbst ihre Lebensgeschichte.
Stuttmann lebt in Aystetten, nahe seinem Geburtsort Augsburg. Er unterhält in seiner Wohnung im Schloss Aystetten ein umfangreiches Privatarchiv.

## Synchronrollen (Auswahl)

### Filme
- 1999: Verne Troyer als Mini Me in Austin Powers – Spion in geheimer Missionarsstellung
- 1999: Trey Parker als Eric Cartman in South Park: Der Film – größer, länger, ungeschnitten
- 2003: als Delfin in Findet Nemo
- 2004: als Der dicke Frank in Derrick – Die Pflicht ruft!
- 2008: Trey Parker als Eric Cartman in South Park – Fantasieland
- 2012: William Kircher als Tom der Troll in Der Hobbit: Eine unerwartete Reise

### Serien
- 1984–1990: Martin Ferrero als Trini DeSoto in Miami Vice (DVD-Synchronisation)
- seit 1997: Trey Parker als Eric Cartman in South Park
- 1999/2000/2010: als Doc Croc in SimsalaGrimm
- 1999/2000: Akio Suyama als Dean/Yamagi Kushida in Candidate for Goddess
- 2000: Frank Welker als Grubs in Captain Buzz Lightyear – Star Command
- 2000–2001: als Ulox, Prinz Uloxander, Tippex in Lilalu im Schepperland
- 2001: Hikaru Miyata als Jean-Jacques Le Grand/Mr. Hammond in Noir
- 2001–2002: Hideyuki Tanaka als Enrico Maxwell/Masahiko Tanaka als Vampirpriester in Hellsing
- 2005: Ken Uo als Jingorou Amayo in Basilisk

## Filmografie (Auswahl)
- 2013: als Besucher 2 in Einer geht noch
- 2015: als Coach/Honey in Lollipop

## Diskografie (Auswahl)
- 2010: DCVDNS, Feat. Eric Cartman (Jörg Stuttmann): Die coole Gang (Fresh)
- 2012: DCVDNS, Feat. Eric Cartman & Wolfgang H. (Ein wenig Tourette)

## Videospiele (Auswahl)
- 2002: als verschiedene Bewohner von Arx und den Goblin Polsius in Arx Fatalis
- 2002: als Xiahou Dun, Sun Jian und diverse Rollen in Dynasty Warriors
- 2008: als Kostas in Die Siedler: Aufbruch der Kulturen
- 2017: als Eric Cartman in South Park: Die rektakuläre Zerreißprobe

## Hörbücher (Auswahl)
- 2010: Thomas Burzler: Mission Profit: Die Lizenz zum Abschluss (gemeinsam mit Gabi Franke), Gabal Audio, ISBN 978-3-86936-094-2
- 2010: Oliver Geisselhart: Souverän freie Reden halten: Die Power der Memo-Rhetorik, Gabal Audio, ISBN 978-3-89749-363-6. (Online)

## Hörspiele (Auswahl)
- 2006: Die PSI-Akten: Arachnia – Mutation des Grauens, R&B Company, als Guy Fuldner
- 2006: Die PSI-Akten: Frankensteins Erbe, R&B Company, als Nick Giles
- 2008: Geisterjäger Jac Longdong: Akte Bloody Mary, R&B Company, als Jonny Waitmayer und Matthew Marcen
- 2008: Geisterjäger Jac Longdong: Das Böse kehrt wieder, R&B Company, als Hank Pighead
- 2019: Im Dienst, WDR, als Taube[4]